# Tournoi des Six Nations féminin 2010
Cet article traite de l'épreuve féminine. Pour la compétition masculine, voir Tournoi des Six Nations masculin 2010.
Pour un article plus général, voir Tournoi des Six Nations féminin.
Navigation
Tournoi féminin 2009 Tournoi féminin 2011
Le Tournoi des Six Nations féminin 2010 est une compétition de rugby à XV féminin qui se déroule du 5 février au 21 mars 2010.
L'équipe d'Angleterre gagne cette compétition, avec un Grand Chelem, après avoir gagné les quatre précédentes éditions dont trois Grands Chelems en 2006, 2007 et 2008.
La compétition se déroule comme chaque année avec cinq journées disputées en février et mars. Chacune des six nations participantes affronte toutes les autres, soit un total de quinze matchs disputés. Trois équipes ont l'avantage de jouer à domicile, mais cet avantage change à chaque édition. Si une équipe gagne ses cinq matchs, elle remporte le Grand Chelem en plus du titre de champion d'Europe.

## Classement
| Rang | Nation         | J | V | N | D | Em | Ee | Pm  | Pe  | Diff | Pts |
| ---- | -------------- | - | - | - | - | -- | -- | --- | --- | ---- | --- |
| 1    | Angleterre (T) | 5 | 5 | 0 | 0 | 26 | 2  | 156 | 15  | +141 | 10  |
| 2    | France         | 5 | 3 | 0 | 2 | 14 | 5  | 97  | 47  | +50  | 6   |
| 3    | Irlande        | 5 | 3 | 0 | 2 | 9  | 8  | 69  | 52  | +17  | 6   |
| 4    | Écosse         | 5 | 1 | 1 | 3 | 4  | 16 | 31  | 108 | -77  | 3   |
| 5    | Italie         | 5 | 1 | 1 | 3 | 6  | 19 | 44  | 129 | -85  | 3   |
| 6    | Pays de Galles | 5 | 1 | 0 | 4 | 6  | 15 | 49  | 95  | -46  | 2   |

|  | Vainqueur du tournoi (no 1). |
|  | T, tenant du titre 2009.     |

Attribution des points : Deux points sont attribués pour une victoire, un point pour un match nul, aucun point en cas de défaite.
Règles de classement : 1. point ; 2. différence de points de matches ; 3. nombre d'essais marqués ; 4. titre partagé.

## Matchs et résultats

### Première journée
| 5 février 2010 19:30 | Irlande | 22 - 5 | Italie                 | Milltown House, Ashbourne, Comté de Meath Arbitre : Sarah Corrigan (Australie) |
| 5 février 2010 19:30 | Essai(s) : Neville 2 (37e, 48e), Miller (63e) Transformation(s) : Briggs 2 (48e, 63e) Drop(s) : Briggs (12e) |        | Essai(s) : Peron (80e) | Milltown House, Ashbourne, Comté de Meath Arbitre : Sarah Corrigan (Australie) |
| 5 février 2010 19:30 | |        |                        | Milltown House, Ashbourne, Comté de Meath Arbitre : Sarah Corrigan (Australie) |

| 6 février 2010 19:00 | Angleterre | 31 - 0 | Pays de Galles | Pillar Data Arena, Esher, Surrey Arbitre : David Keane (Irlande) |
| 6 février 2010 19:00 | Essai(s) : Fisher (4e), Merchant (28e), Scarratt (40e+4e), McLean (64e), Clark (76e) Transformation(s) : McLean 3 (40e+4e, 64e, 76e) |        |                | Pillar Data Arena, Esher, Surrey Arbitre : David Keane (Irlande) |
| 6 février 2010 19:00 | |        |                | Pillar Data Arena, Esher, Surrey Arbitre : David Keane (Irlande) |

| 6 février 2010 19:30 | Écosse                          | 10 - 8 | France                                             | Howthornden, Lasswade, Midlothian Arbitre : Stefano Mancini (Italie) |
| 6 février 2010 19:30 | Essai(s) : Millard 2 (46e, 80e) |        | Essai(s) : Rabier (4e) Pénalité(s) : Le Duff (57e) | Howthornden, Lasswade, Midlothian Arbitre : Stefano Mancini (Italie) |
| 6 février 2010 19:30 |                                 |        |                                                    | Howthornden, Lasswade, Midlothian Arbitre : Stefano Mancini (Italie) |

### Deuxième journée
| 12 février 2010 19:00 | France                                                                             | 19 - 9 | Irlande                                | Stade des Allées, Blois, Loir-et-Cher Arbitre : Clare Daniels (Angleterre) |
| 12 février 2010 19:00 | Essai(s) : Horta 2 (15e, 21e), Loyer (53e) Transformation(s) : Bailon 2 (15e, 53e) |        | Pénalité(s) : Briggs 3 (35e, 39e, 62e) | Stade des Allées, Blois, Loir-et-Cher Arbitre : Clare Daniels (Angleterre) |
| 12 février 2010 19:00 |                                                                                    |        |                                        | Stade des Allées, Blois, Loir-et-Cher Arbitre : Clare Daniels (Angleterre) |

| 13 février 2010 14:30 | Italie | 0 - 41 | Angleterre | Stadio Nando Capra, Noceto, Parme Arbitre : Mhairi Hay (Écosse) |
| 13 février 2010 14:30 |        | Essai(s) : Staniford (5e), Pocock (11e), Clark (19e), Spencer 2 (40e, 80e+1e), Fisher (56e), Alphonsi (76e) Transformation(s) : Richardson 2 (11e, 56e), McLean (76e) |            | Stadio Nando Capra, Noceto, Parme Arbitre : Mhairi Hay (Écosse) |
| 13 février 2010 14:30 |        | |            | Stadio Nando Capra, Noceto, Parme Arbitre : Mhairi Hay (Écosse) |

| 14 février 2010 14:00 | Pays de Galles                                                                                                 | 28 - 12 | Écosse                                                                           | Brewery Field, Bridgend, Mid Glamorgan Arbitre : Sarah Corrigan (Australie) |
| 14 février 2010 14:00 | Essai(s) : James 2 (9e, 16e), N. Evans (31e), M. Evans (60e) Transformation(s) : N. Evans 4 (9e, 16e, 3e, 60e) |         | Essai(s) : Griffith (13e), Reid (79e) Transformation(s) : Louise Dalgliesh (13e) | Brewery Field, Bridgend, Mid Glamorgan Arbitre : Sarah Corrigan (Australie) |
| 14 février 2010 14:00 | |         |                                                                                  | Brewery Field, Bridgend, Mid Glamorgan Arbitre : Sarah Corrigan (Australie) |

### Troisième journée
| 26 février 2010 14:00 | Pays de Galles              | 3 - 15 | France                                                                                                 | Brewery Field, Bridgend Arbitre : Dana Teagarden (États-Unis) |
| 26 février 2010 14:00 | Pénalité(s) : N. Evans (6e) |        | Essai(s) : Ladagnous (59e), Agricole (65e) Transformation(s) : Bailon (65e) Pénalité(s) : Bailon (64e) | Brewery Field, Bridgend Arbitre : Dana Teagarden (États-Unis) |
| 26 février 2010 14:00 |                             |        | | Brewery Field, Bridgend Arbitre : Dana Teagarden (États-Unis) |

| 27 février 2010 14:30 | Italie                            | 6 - 6 | Écosse                        | Stadio Maurizio Natali, Colleferro, Rome Arbitre : Chris Williams (Pays de Galles) |
| 27 février 2010 14:30 | Pénalité(s) : Schiavon (11e, 36e) |       | Pénalité(s) : Gill (54e, 73e) | Stadio Maurizio Natali, Colleferro, Rome Arbitre : Chris Williams (Pays de Galles) |
| 27 février 2010 14:30 |                                   |       |                               | Stadio Maurizio Natali, Colleferro, Rome Arbitre : Chris Williams (Pays de Galles) |

| 27 février 2010 15:00 | Angleterre                                                                                         | 22 - 5 | Irlande                     | Pillar Data Arena, Esher, Surrey Arbitre : Stefano Marrama (Italie) |
| 27 février 2010 15:00 | Essai(s) : Alphonsi (4e), Scarratt (6e), Allan (59e), Turner (69e) Transformation(s) : McLean (6e) |        | Essai(s) : O'Loughlin (17e) | Pillar Data Arena, Esher, Surrey Arbitre : Stefano Marrama (Italie) |
| 27 février 2010 15:00 | |        |                             | Pillar Data Arena, Esher, Surrey Arbitre : Stefano Marrama (Italie) |

### Quatrième journée
| 12 mars 2010 19:30 | Irlande                                                                         | 18 - 3 | Pays de Galles              | Milltown House, Ashbourne, Comté de Meath Arbitre : Éric Gauzins (France) |
| 12 mars 2010 19:30 | Essai(s) : Briggs (15e), Rosser (57e), Neville (76e) Pénalité(s) : Briggs (72e) |        | Pénalité(s) : N. Evans (5e) | Milltown House, Ashbourne, Comté de Meath Arbitre : Éric Gauzins (France) |
| 12 mars 2010 19:30 |                                                                                 |        |                             | Milltown House, Ashbourne, Comté de Meath Arbitre : Éric Gauzins (France) |

| 13 mars 2010 13:30 | Écosse | 0 - 51 | Angleterre | Meggetland, Édimbourg Arbitre : Paul Haycock (Irlande) |
| 13 mars 2010 13:30 |        | Essai(s) : Penrith 2 (5e, 55e), Fisher (10e), Scarratt 2 (14e, 80e), McGilchrist (35e), Pocock 2 (45e, 77e), Essex (59e) Transformation(s) : McLean 2 (10e, 45e), Scarratt (59e) |            | Meggetland, Édimbourg Arbitre : Paul Haycock (Irlande) |
| 13 mars 2010 13:30 |        | |            | Meggetland, Édimbourg Arbitre : Paul Haycock (Irlande) |

| 13 mars 2010 20:30 | France | 45 - 14 | Italie                                                                          | Stade Yves-du-Manoir, Montpellier, Hérault Arbitre : Charles Samson (Écosse) |
| 13 mars 2010 20:30 | Essai(s) : Agricole 2 (8e, 45e), Hebel (13e), Loyer (19e), Rabier (32e), Allainmat 2 (58e, 77e) Transformation(s) : Bailon 5 (8e, 13e, 19e, 45e, 77e) |         | Essai(s) : Stefan (64e), Furlan (74e) Transformation(s) : Schiavon 2 (64e, 74e) | Stade Yves-du-Manoir, Montpellier, Hérault Arbitre : Charles Samson (Écosse) |
| 13 mars 2010 20:30 | |         |                                                                                 | Stade Yves-du-Manoir, Montpellier, Hérault Arbitre : Charles Samson (Écosse) |

### Cinquième journée
| 19 mars 2010 19:30 | Irlande                                                                                            | 15 - 3 | Écosse                        | Milltown House, Ashbourne, Comté de Meath Arbitre : Hervé Dubes (France) |
| 19 mars 2010 19:30 | Essai(s) : Stapleton (46e), Ryan (73e) Transformation(s) : Briggs (73e) Pénalité(s) : Briggs (32e) |        | Pénalité(s) : Halfpenny (34e) | Milltown House, Ashbourne, Comté de Meath Arbitre : Hervé Dubes (France) |
| 19 mars 2010 19:30 | |        |                               | Milltown House, Ashbourne, Comté de Meath Arbitre : Hervé Dubes (France) |

| 19 mars 2010 20:00 | France                                                                                 | 10 - 11 | Angleterre                                                 | Stade du Commandant Bougouin, Rennes, Ille-et-Vilaine Arbitre : Alan Rogan (Irlande) |
| 19 mars 2010 20:00 | Essai(s) : Allainmat (55e) Transformation(s) : Bailon (55e) Pénalité(s) : Bailon (14e) |         | Essai(s) : Turner (17e) Transformation(s) : McLean 1 (64e) | Stade du Commandant Bougouin, Rennes, Ille-et-Vilaine Arbitre : Alan Rogan (Irlande) |
| 19 mars 2010 20:00 |                                                                                        |         |                                                            | Stade du Commandant Bougouin, Rennes, Ille-et-Vilaine Arbitre : Alan Rogan (Irlande) |

| 21 mars 2010 14:00 | Pays de Galles                                                                                             | 15 - 19 | Italie                                                                                              | Brewery Field, Bridgend Arbitre : Andrea Ttofa (Angleterre) |
| 21 mars 2010 14:00 | Essai(s) : N. Thomas (25e), N. Evans (34e) Transformation(s) : N. Evans (25e) Pénalité(s) : A Thomas (65e) |         | Essai(s) : Severin 2 (44e, 54e), Diletta Veronese (57e) Transformation(s) : Tondinelli 2 (54e, 57e) | Brewery Field, Bridgend Arbitre : Andrea Ttofa (Angleterre) |
| 21 mars 2010 14:00 | |         | | Brewery Field, Bridgend Arbitre : Andrea Ttofa (Angleterre) |

## Statistiques

### Les meilleures marqueuses d'essais
| Rang | Joueuse           | Équipe         | Essais |
| ---- | ----------------- | -------------- | ------ |
| 1    | Élodie Poublan    | France         | 6      |
| 2    | Joy Neville       | Irlande        | 2      |
| -    | Lucy Millard      | Écosse         | 2      |
| -    | Heather Fisher    | Angleterre     | 2      |
| -    | Rochelle Clark    | Angleterre     | 2      |
| -    | Catherine Spencer | Angleterre     | 2      |
| -    | Maggy Alphonsi    | Angleterre     | 2      |
| -    | Emily Scarratt    | Angleterre     | 2      |
| -    | Caryl James       | Pays de Galles | 2      |
| -    | Fanny Horta       | France         | 2      |

### Les meilleures réalisatrices
| Rang | Joueuse           | Équipe         | Points | Essais | Transf. | Pén. | Drops |
| ---- | ----------------- | -------------- | ------ | ------ | ------- | ---- | ----- |
| 1    | Niamh Briggs      | Irlande        | 29     | 1      | 3       | 5    | 1     |
| 2    | Non Evans         | Pays de Galles | 26     | 2      | 5       | 2    | 0     |
| 3    | Katy McLean       | Angleterre     | 25     | 1      | 7       | 2    | 0     |
| 4    | Aurélie Baillon   | France         | 24     | 0      | 9       | 2    | 0     |
| 5    | Emily Scarratt    | Angleterre     | 22     | 4      | 1       | 0    | 0     |
| 6    | Joy Neville       | Irlande        | 15     | 3      | 0       | 0    | 0     |
| -    | Fiona Popock      | Angleterre     | 15     | 3      | 0       | 0    | 0     |
| -    | Sandrine Agricole | France         | 15     | 3      | 0       | 0    | 0     |
| -    | Céline Allainmat  | France         | 15     | 3      | 0       | 0    | 0     |
| -    | Heather Fisher    | Angleterre     | 15     | 3      | 0       | 0    | 0     |